# Ісландський плюм
Ісландський плюм — постульований апвелінг аномально гарячого каменю в мантії Землі під Ісландією. Його джерело розташовано глибоко в мантії, можливо, на межі між ядром і мантією на глибині близько 2 880 км. Вчені розходяться у поглядах щодо того, чи дійсно сейсмічні дослідження виявили таку структуру, але прихильники пов'язують вулканізм Ісландії з цим плюмом згідно теорії Вільяма Джейсона Моргана.

## Геологічна історія
За моделлю плюму, джерело ісландського вулканізму лежить глибоко під центром острова. Найдавніші вулканічні породи, які відносять до плюму, знаходять на обох сторонах Атлантики. Їх вік був визначений в діапазоні від 58 до 64 мільйонів років, що збігається з відкриттям Північної Атлантики в пізньому палеоцені і ранньому еоцені. Внаслідок цього роблять припущення, що поява плюма була пов'язана, і, можливо, сприяла, розпаду Північноатлантичного континенту. В рамках гіпотези плюму, вулканізм був викликаний потоком гарячої речовини плюму спочатку під товстою континентальною літосферою, а потім під літосферою зростаючої долини океану при продовженні розколювання континенту. Точне положення плюму в той час є питанням наукової суперечки, так само як і те, чи піднявся плюм з глибин мантії тільки в той час або ж він набагато старший і несе відповідальність за старий вулканізм Північної Ґренландії, на острові Елсмір, і на хребті Альфа в Арктиці.
Коли Північна Атлантика відкрилася на схід від Ґренландії в період еоцену, Північна Америка і Євразія віддалилися одна від одної; Серединно-Атлантичний хребет утворився як центр океанічного розширення та частина підводної вулканічної системи серединно-океанічних хребтів. Початкова голова плюму могла бути декілька тисяч кілометрів в діаметрі, і він викидав вулканічні породи по обидві сторони цього океанського басейну, звідки утворилася Північно-Атлантична магматична провінція. Постулюється, що при подальшому відкритті океану і дрейфі плит плюм та Серединно-атлантичний хребет рухалися один до іншого, і, нарешті, зустрілися. Згідно з моделлю, надлишок магматизму, який супроводжував перехід від трапового вулканізму в Ґренландії, Ірландії та Норвегії до сучасної ісландської вулканічної активності, є результатом підйому гарячого мантійного джерела під поступового тоншою літосферою, або постулюється надзвичайно продуктивною частиною системи серединно-океанічних хребтів. Деякі геологи припускають, що ісландський плюм може бути відповідальний за палеогенове підняття Скандинавських гір шляхом створення змін в щільності літосфери і астеносфери в ході відкриття Північної Атлантики.
Існування згаслого хребта в західній частині Ісландії призводить до теорії, що плюм з часом змістився на схід. Найстаріша кори Ісландії має вік понад 20 мільйонів років і утворилася в старому центрі океанічного розширення в західній області фіордів (Вестфірдир). Рух плит у західному напрямку і хребта над плюмом та сильна термальна аномалія останнього змусили цей старий центру розширення припинити активність 15 мільйонів років тому і призвели до утворення нового центру в районі нинішніх півостровів Скагі та Снайфетльснес; на останньому є ще деяка активність у вигляді вулкану Снайфетльсйокутль. Центр розширення, і, отже, основна активність, змістилися ще далі на схід 7-9 млн років тому і утворили поточні вулканічні зони на південному заході (Рейк'янес, Гофсйокутль) і північному сход (Тйорнес) острова. Зараз відбувається повільне зниження активності на північному сході, в той час як розвивається вулканічна зона на південному сході (Катла, Ватнайокутль), яка утворилась близько 3 млн років тому. Зміну кордонів плит в Ісландії також пов'язують з тектонікою мікроплит.

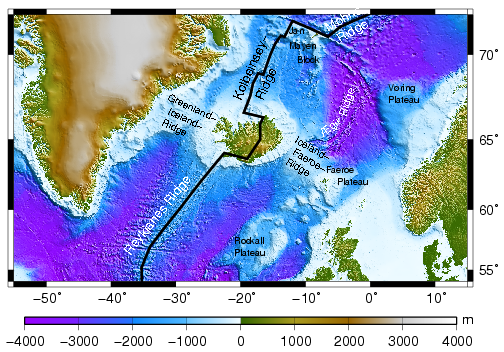
Топографія/батіметрія Північної Атлантики в районі Ісландії

## Геофізичні і геохімічні спостереження
Інформація про будову глибинних надр Землі може бути отримана тільки непрямим шляхом — геофізичними і геохімічними методами. Для дослідження постульованого плюму корисними виявились гравіметричний, геоїдний і, особливо, сейсмологічний методи поряд з геохімічним аналізом вивержених лав. Чисельні моделі геодинамічних процесів намагаються об'єднати ці спостереження у послідовну загальну картину.

### Сейсмологія
Важливим методом для візуалізації великомасштабних структур земних надр є сейсмічна томографія, за допомогою якої досліджувана ділянка «підсвічується» з усіх сторін сейсмічними хвилями від землетрусів якомога більшої кількості напрямків; ці хвилі записуються мережею сейсмографів. Розмір мережі має вирішальне значення для розміру ділянки, яка може бути зображена з достатнім ступенем надійності. Для вивчення ісландського плюму були використані як глобальна, так і регіональна томографія; при першій, вся мантія зображена з відносно низькою роздільною здатністю з використанням даних з станцій в усьому світі, а при другій, більш щільна мережа сейсмографів тільки в Ісландії створює зображення мантії аж до 400–450 км глибини з великою роздільною здатністю.
Регіональні дослідження 1990-х і 2000-х років показують, що під Ісландією існує аномалія з низькою швидкістю сейсмічних хвиль, але думки розділилися щодо того, чи вона існує глибше, ніж перехідна зона мантії на приблизно 600 км глибини. Швидкість сейсмічних хвиль зменшується на 3 % (p-хвилі) і понад 4 % (s-хвилі), відповідно. Ці значення відповідають маленькому відсотку часткового розплаву, високому вмісту магнію у мантії або підвищеній температурі; і неможливо однозначно виділити, який ефект призводить до спостережуваного скорочення швидкості.

### Геохімія
Численні дослідження торкались геохімічного складу лави в Ісландії і в Північній Атлантиці. Отримана картина узгоджується в кількох важливих аспектах. Наприклад, вважається доведеним, що джерело вулканізму в мантії хімічно і петрологічно неоднорідне: воно містить не тільки звичайний перидотит, але й еклогіт — породи, що походить з субдукованої плити — обидва з яких сприяють розплаву. Джерелом останнього припускається метаморфізована, дуже стара океанічна кора, яка затонула в мантію кілька сотень мільйонів років тому під час субдукції океану, а потім піднялася з глибин мантії.
Дослідження на основі складу основних та рідкісноземельних елементів у вулканізмі Ісландії показали, що джерело сучасного вулканізму на близько 100 °С гарячіше, ніж джерело базальтів серединно-океанічного хребта.
Зміни концентрації різкоземельних елементів, таких як гелій, свинець, стронцій, неодим та інші, ясно показують, що Ісландія композиційно відрізняється від решти Північної Атлантики. Наприклад, співвідношення He-3 та He-4 має яскраво виражений максимум в Ісландії, який добре корелює з геофізичними аномаліями, а зменшення цього та інших геохімічних індикаторів збільшенням відстані від Ісландії вказує, що ступінь композиційної аномалії простягається на близько 1500 км уздовж хребта Рейкьянес і не менше 300 км уздовж хребта Колбейнсі. Залежно  від того, які елементи розглядаються і на якій велика площі, можна визначити до шести різних мантійних компонентів, які не всі присутні в будь-якому одному місці.
Крім того, деякі дослідження показують, що кількість води, розчиненої в мантійних мінералах, від двох до шести разів вище в регіоні Ісландії регіоні, ніж у непорушених частинах серединно-океанічних хребтів, де її вміст вважається близько 150 частин на мільйон. Наявність такої великої кількості води в джерелі лави, як правило, веде до нижчої точки плавлення і робить її більш продуктивною при заданій температурі.

### Гравіметрія/Геоїд
Північна Атлантика характеризується сильними, великомасштабними аномаліями гравітаційного поля і геоїда. Геоїд піднімається на 70 м над геодезичним еліпсоїдом у приблизно круговій області діаметром у кілька сотень кілометрів. У контексті гіпотези плюму це було пояснено динамічним ефектом апвелінгу плюму, який випинає поверхню Землі. Крім того, плюм та потовщена кора викликають позитивні аномалії сили тяжіння у близько 60 мґал (=0.0006 м/с²) (у повітрі).

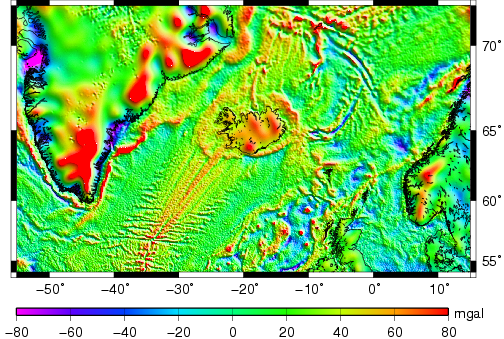
Аномалії гравітаційного поля у вільному повітрі у Північній Атлантиці в районі Ісландії. Для кращого уявлення кольорова гамма була обмежена аномаліями до +80 мґал (+0,8 мм/с²).

### Геодинаміка
З середини 1990-х років було здійснено низку спроб пояснити спостереження числовими геодинамічними моделями мантійної конвекції. Мета цих розрахунків, серед іншого, вирішити парадокс, що широкий плюм з відносно низькою температурною аномалією краще узгоджується зі спостережуваними товщею земної кори, рельєфом і силою тяжіння, ніж тонкий, гарячий плюм, існування якого припускали для пояснення сейсмологічних і геохімічних спостережень. У найбільш сучасних моделях плюм має температуру на 180–200 °C гарячіше, ніж навколишня мантія, і стержень з радіусом близько 100 км. Однак такі температури ще не були підтверджені петрологією.

## Заперечення моделі плюма
Слабка видимість постульованого плюму на томографічних зображеннях нижньої мантії та геохімічні дані наявності еклогіту в мантійному джерелі призвели до появи теорій, що під Ісландією плюму не має, а її вулканізм є результатом процесів, пов'язаних з тектонікою плит, і обмежується верхньою мантією.

### Субдукована океанічна плита
Згідно з однією з цих моделей, великий шматок субдукованої плити колишнього океану зберігся у верхній мантії протягом кількох сотень мільйонів років, і його океанічна кора тепер викликає надмірне утворення розплаву і спостережуваний вулканізм. Ця модель, однак, не підкріплена динамічними розрахунками чи не випливає з наявних даних, а також залишає без відповіді питання, що стосуються динамічної та хімічної стабільності такого тіла протягом такого тривалого періоду або термального впливу такого масового плавлення.

### Конвекція у верхній мантії
Інша модель припускає, що апвелінг в регіоні Ісландії спричинений латеральними градієнтами температур між субокеанічною мантією і сусіднім гренландським кратоном, а, отже, також обмежений верхніми 200–300 км мантії. Однак цей механізм конвекції є, ймовірно, не досить сильним в умовах, що склалися в Північній Атлантиці, в частині швидкості розширення, і він не пропонує простого пояснення спостережуваної аномалії геоїда.